# Liste der Biografien/Kiri
Liste der Biografien |
Portal Biografien |
Personensuche
# |
A |
B |
C |
D |
E |
F |
G |
H |
I |
J |
K |
L |
M |
N |
O |
P |
Q |
R |
S |
T |
U |
V |
W |
X |
Y |
Z |
?
 
Ka |
Kb |
Kc |
Kd |
Ke |
Kf |
Kg |
Kh |
Ki |
Kj |
Kl |
Km |
Kn |
Ko |
Kp |
Kr |
Ks |
Kt |
Ku |
Kv |
Kw |
Ky |
Kx |
Kz
 
Kia |
Kib |
Kic |
Kid |
Kie |
Kif |
Kig |
Kih |
Kii |
Kij |
Kik |
Kil |
Kim |
Kin |
Kio |
Kip |
Kir |
Kis |
Kit |
Kiu |
Kiv |
Kiw |
Kix |
Kiy |
Kiz
 
Kira |
Kirb |
Kirc |
Kird |
Kire |
Kirf |
Kirg |
Kirh |
Kiri |
Kirj |
Kirk |
Kirl |
Kirm |
Kirn |
Kiro |
Kirp |
Kirr |
Kirs |
Kirt |
Kiru |
Kirv |
Kirw |
Kiry |
Kirz
Die Liste der Biografien führt alle Personen auf, die in der deutschsprachigen Wikipedia einen Artikel haben. Dieses ist eine Teilliste mit 59 Einträgen von Personen, deren Namen mit den Buchstaben „Kiri“ beginnt.

## Kiri
- Kiri, Nina (* 1992), serbisch-kanadische Schauspielerin
- Kiri, Sōta (* 1999), japanischer Fußballspieler

### Kiria
- Kiriac, Jon (* 1984), deutsch-rumänischer Schauspieler und Sprecher
- Kiriakopoulou, Koraini-Anthi (* 1993), griechische Leichtathletin
- Kiriakou, John (* 1964), US-amerikanischer GeheimdienstlerJohn Kiriakou (* 1964)

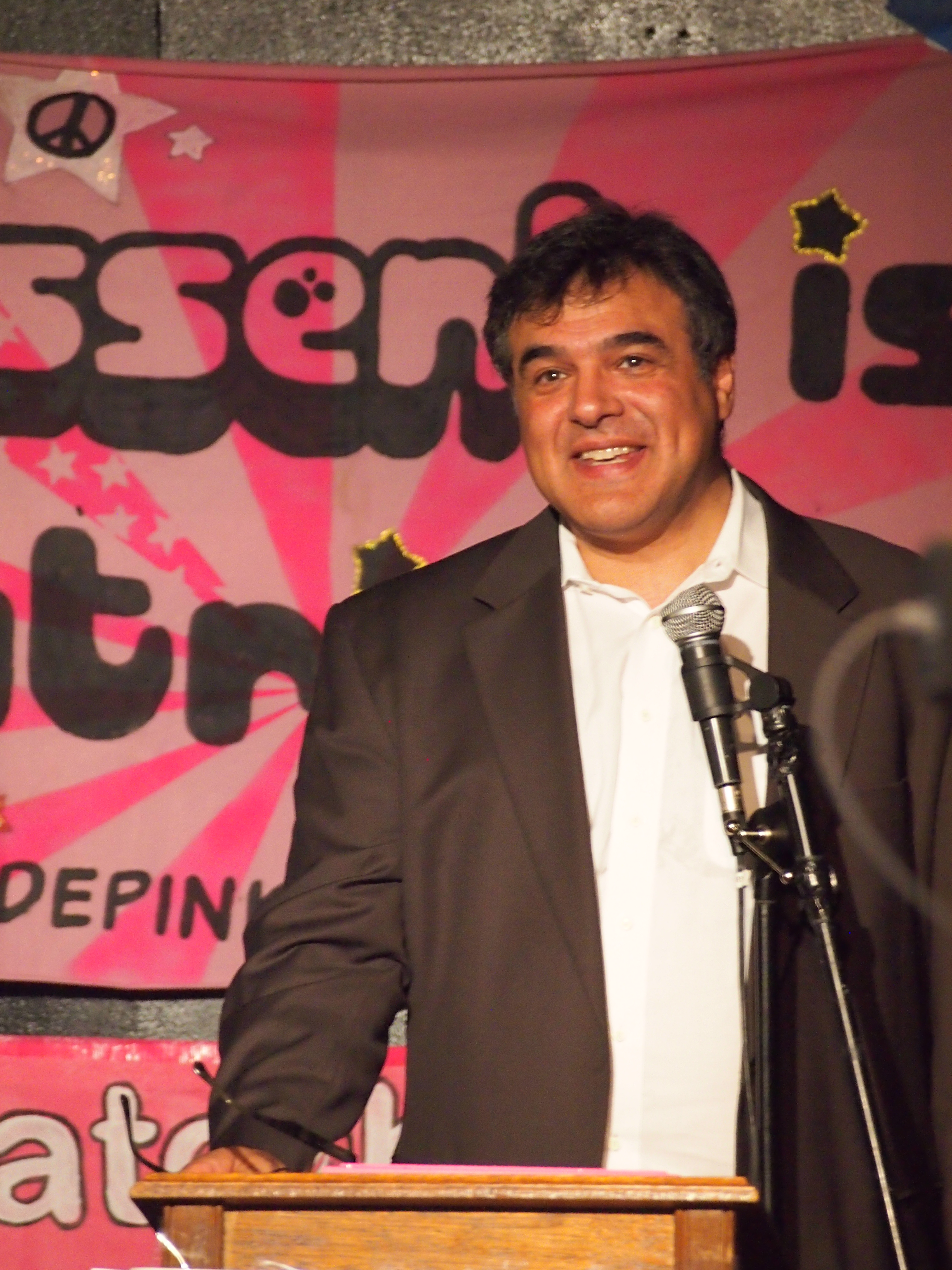
John Kiriakou (* 1964)

- Kiriasis, Sandra (* 1975), deutsche Bobpilotin

### Kiric
- Kirič, Luka (* 1994), slowenischer Fußballspieler
- Kirichenko, Anna (* 1997), finnische Tischtennisspielerin

### Kirih
- Kirihata, Kazushige (* 1987), japanischer Fußballspieler

### Kirij
- Kirijenko, Grigori Anatoljewitsch (* 1965), russischer Säbelfechter
- Kirijenko, Sergei Wladilenowitsch (* 1962), russischer Politiker
- Kirijenko, Waleri Wiktorowitsch (* 1965), sowjetischer und späterer russischer Biathlet

### Kirik
- Kirik von Nowgorod (* 1110), russischer Mathematiker
- Kırık, Nazmi (* 1976), türkischer Schauspieler

### Kiril
- Kiril (1901–1971), bulgarisch-orthodoxer Geistlicher
- Kirilenko, Andrei Gennadjewitsch (* 1981), russischer Basketballspieler
- Kirilenko, Andrei Pawlowitsch (1906–1990), sowjetischer Politiker und langjähriges Mitglied des Politbüros der KPdSU
- Kirilenko, Marija Jurjewna (* 1987), russische Tennisspielerin
- Kirili, Alain (1946–2021), französisch-amerikanischer Bildhauer
- Kiriliuk, Lina (* 1996), litauische Langstreckenläuferin
- Kirillin, Wladimir Alexejewitsch (1913–1999), sowjetischer bzw. russischer Physiker und Hochschullehrer
- Kirillow, Alexander Alexandrowitsch (* 1936), russischer Mathematiker
- Kirillow, Andrei Alexandrowitsch (* 1967), sowjetisch-russischer Skilangläufer
- Kirillow, Dmitri Jegorowitsch (* 1978), russischer Boxer im Superfliegengewicht
- Kirillow, Igor Anatoljewitsch (1970–2024), russischer Offizier, Generalleutnant der Streitkräfte RusslandsIgor Anatoljewitsch Kirillow (1970–2024)

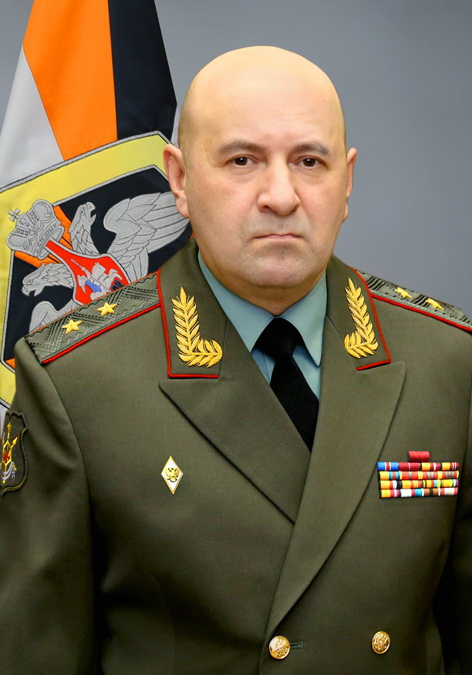
Igor Anatoljewitsch Kirillow (1970–2024)

- Kirillow, Iwan Andrejewitsch (* 1996), russischer Skilangläufer
- Kirillow, Jewgeni Gennadijewitsch (* 1987), russischer Tennisspieler
- Kirillow-Ugrjumow, Wiktor Grigorjewitsch (1924–2007), russischer Kernphysiker und Hochschullehrer
- Kirillowa, Faina Michailowna (1931–2024), sowjetisch-belarussische Mathematikerin
- Kirillowa, Irina Wladimirowna (* 1965), russische Volleyballspielerin
- Kirillowa, Jelena Igorewna (* 1986), russische Basketballspielerin
- Kirillowa, Tatjana Borissowna, sowjetisch-russische Skilangläuferin
- Kirillowa, Xenija Gennadjewna (* 1993), russische Tennisspielerin
- Kirilow, Angel (* 1943), bulgarischer Radrennfahrer
- Kirilow, Ewgeni (* 1945), bulgarischer Politiker, MdEP
- Kirilow, Iwan Kirillowitsch (1689–1737), russischer Geograph und Kartograph
- Kirilowa, Gergana (* 1972), bulgarische Gewichtheberin
- Kirilowa, Zwetelina (* 1977), bulgarische Sprinterin, Mittelstreckenläuferin und Hürdenläuferin

### Kirim
- Kirim, Kenan (* 1999), österreichischer Fußballspieler
- Kirima, Muthoni (1930–2023), kenianische Führungspersönlichkeit im Mau-Mau-Aufstand in Kenia
- Kirima, Nicodemus (1936–2007), kenianischer Geistlicher, römisch-katholischer Erzbischof von Nyeri
- Kirimal, Edige Mustafa (1911–1980), türkischer Politiker

### Kirin
- Kirino, Natsuo (* 1951), japanische Schriftstellerin
- Kırıntılı, Serkan (* 1985), türkischer Fußballtorhüter

### Kiris
- Kirişci, Vahit (* 1960), türkischer Politiker
- Kirisits, Johannes (* 1985), österreichischer Eishockeyspieler
- Kirisits, Michael (* 1982), österreichischer Fußballspieler

### Kirit
- Kiriță, Giani (* 1977), rumänischer Fußballspieler und -trainer
- Kiritake, Monjūrō II. (1900–1970), japanischer Puppenspieler
- Kiritani, Mirei (* 1989), japanisches Model, Schauspielerin und Nachrichtensprecherin
- Kiritome, Mackenzie, tuvaluischer Unternehmer und Politiker (parteilos)
- Kiritschenko, Alexander Alexandrowitsch (* 1967), sowjetisch-russischer Radrennfahrer
- Kiritschenko, Alexei Illarionowitsch (1908–1975), russischer und ukrainischer Politiker
- Kiritschenko, Dmitri Sergejewitsch (* 1977), russischer Fußballspieler
- Kiritschenko, Gregor (* 1949), deutscher Radrennfahrer
- Kiritschenko, Irina Iwanowna (1937–2020), sowjetische Bahnradsportlerin
- Kiritsis, Alexandros (* 1982), griechischer Basketballspieler
- Kiritsis, Elias (* 1962), griechischer Physiker

### Kiriy
- Kiriyama, Chie (* 1991), japanische Siebenkämpferin